# Tabitha Smith
Tabitha Smith è un personaggio dei fumetti creato da Jim Shooter (testi) e Al Milgrom (disegni), pubblicato dalla Marvel Comics. Apparsa per la prima volta su Secret Wars II n. 5 (novembre 1985), Tabitha è divenuta uno dei principali personaggi della serie X-Force ed ha utilizzato un notevole numero di alias come Time Bomb, Boom-Boom, Boomer e Meltdown.

## Storia editoriale
Creata da Jim Shooter (testi) e Al Milgrom (disegni), Tabitha apparve per la prima volta sulle pagine di Secret Wars II n. 5 (novembre 1985). Successivamente la si ritrova nella miniserie Fallen Angels in cui ricopre uno dei ruoli principali per poi passare come personaggio di supporto in X-Factor a partire dal n. 11. Poco tempo dopo, entra a far parte del team degli X-Terminators, nell'omonima miniserie al termine della quale passa nella testata New Mutants, poco dopo rinominata X-Force. In questa, rimarrà fino alla sua chiusura per poi essere utilizzata dallo scrittore Warren Ellis nella miniserie Nextwave.

## Biografia del personaggio

### Origini
Nata a Roanoke, in Virginia, dopo la manifestazione dei propri poteri intorno ai tredici anni, che portò al divorzio fra i suoi genitori ed al disprezzo paterno nei suoi confronti, Tabitha acquisì un carattere ribelle e scontroso. A seguito di un litigio con il padre, che arrivò addirittura a picchiarla, scappò di casa e dopo aver assunto il nomignolo di Time Bomb incontrò l'entità cosmica conosciuta come Beyonder. Condotta alla Scuola Xavier, tentò il suicidio quando il Beyonder e Xavier ingaggiarono un combattimento facendola nuovamente sentire un'esclusa. Tuttavia, Beyonder la fermò per portarla con sé in un viaggio cosmico, conclusosi con il suo ritorno sulla Terra. Vivendo sulla strada, Tabitha commise il suo primo omicidio per difendere se stessa dalle minacce di Maurice Antonini, già colpevole dell'omicidio di una sua amica. Presa sotto l'ala protettrice dello Svanitore, che la fece entrare nella sua banda di ladri conosciuta come Fallen Angels, assunse il nome di Boom-Boom, e tradì l'uomo alleandosi con la prima formazione di X-Factor, con la quale rimase per parecchio tempo. Dopo il rapimento dei Fallen Angels da parte dell'aliena nonché membro del gruppo, Ariel, che trasportò tutti i giovani sul proprio pianeta natale per sottoporli ad esperimenti, Tabitha assieme alla vecchia banda riuscì a ritornata sulla Terra e abbandonò il gruppo che si sciolse definitivamente. Tempo dopo, mentre girovagava per conto proprio fu rapita dall'organizzazione anti-mutanti conosciuta come Right per poi essere liberata da X-Factor ed entrare a far parte degli X-Terminators. Assieme a loro riuscì a fermare i demoni invocati dal malvagio N'astirh, e a convincere Rictor a non suicidarsi.

### Nuovi Mutanti
Dopo gli eventi della maxi-saga Inferno, Tabitha, Rusty, Skids e Rictor, dal team di X-Terminators passarono a quello dei Nuovi Mutanti. Durante questo periodo s'invaghì di Cannonball e dopo un viaggio nel reame di Asgard, il team fece la conoscenza di Cable che li riorganizzò come squadra paramilitare ed impartì a tutti lezioni su come aver maggior controllo dei propri poteri. Durante il crossover Programma Extinzione, nel quale i mutati di Genosha attaccarono i mutanti americani utilizzando come pretesto un precedente scontro con gli X-Men, Tabitha, Rictor, Wolfsbane e Warlock furono rapiti dai Magistrati e trasportati sull'isola. L'incidente fu coperto a livello nazionale dalle autorità competenti, mentre Boom-Boom e gli altri erano ancora nelle mani dei Magistrati che neutralizzarono i loro poteri, condizionarono Wolfsbane ed uccisero Warlock. Riusciti a fuggire, Tabitha e Rictor incontrarono Jubilee tra le strade di Genosha ed insieme si diressero verso la cittadella, luogo dove stava avvenendo lo scontro fra gli X-Men e Cameron Hodge uomo che aveva orchestrato l'intera faccenda. Una volta conclusasi quest'avventura, Tabitha tornò in America dove sparse le ceneri di Warlock sulla tomba di Doug Ramsey, suo migliore amico e primo caduto dei Nuovi Mutanti.

### X-Force
Sotto le cure di Cable i Nuovi Mutanti furono sciolti e riformati nella più militare X-Force. Il cambiamento di status apportò delle sostanziali modifiche anche nei comportamenti dei personaggi che diventarono più maturi, aggressivi e scontrosi. Un esempio di ciò lo si può vedere nel nuovo atteggiamento esibito da Tabitha che portò ad un livello superiore la relazione con Cannonball, assunse il nome-in-codice di Boomer e durante il primo scontro del team contro la Confraternita dei mutanti non si fece scrupolo di utilizzare colpi bassi e sleali. Dopo gli eventi del crossover Execuzione, nel quale X-Men e X-Factor lottarono contro X-Force credendoli, a torto, colpevoli del tentato omicidio di Xavier, Tabitha dovette fare i conti con Lila Cheney, ex di Sam nonché ladra e rock-star intergalattica. La ragazza non s'oppose alla relazione e per mostrare a Tabitha quanto era importante per lui, Sam la portò in vacanza alla fattoria dei suoi genitori, dove si scontrarono con il malvagio Gamesmaster. Una volta tornati, scoprirono che la base di X-Force era stata fatta saltare in aria e dovettero quindi riparare allo Xavier Institute, dove Cannonball fu trasferito negli X-Men. I due si allontanarono sempre più fino a quando sciolsero la relazione e Tabitha cercò conforto nel mutante Sabretooth detenuto all'interno dell'edificio. Dopo un periodo di calma apparente, l'uomo mostrò il suo vero carattere e fuggito dalla gabbia contenitiva nella quale era rinchiuso tentò di uccidere Tabitha per poi ingaggiare un combattimento con Psylocke, che sventrò facilmente prima di darsi alla macchia. Sentendosi colpevole per l'incidente, la ragazza decise di tornare a casa per riconciliarsi col padre che venne gravemente ferito durante uno scontro con Sebastian Shaw. Aggiungendo anche questo senso di colpa a quello che già albergava nella sua mente, Tabitha cambiò nuovamente stile di vita imponendosi un rigido autocontrollo sia emotivo che fisico. Imparò ad utilizzare ancor meglio i propri poteri ed assunse il nome-in-codice di Meltdown. La relazione con Sam sembrava ormai conclusa e dopo l'esperienza con Sabretooth cominciò a flirtare col compagno di squadra Sunspot, scatenando le ire del suo ex che dopo i primi momenti di rabbia accettò la situazione. A seguito dell'incidente provocato dall'Alto Evouzionario, in cui tutti i mutanti persero temporaneamente i poteri, Sam e Tabitha cercarono di rimettere insieme la loro relazione. Grazie al mutante e agente segreto britannico Pete Wisdom, X-Force riacquistò gli antichi fasti: assieme a Cannonball, Warpath e Bedlam, Meltdown entrò a far parte di questa incarnazione che le permise di acquisire nuove conoscenze sia nel campo delle arti marziali che in quello dell'hacking. La nuova X-Force cominciò così a occuparsi di tutti i crimini più efferati ricevendo in cambio diverse minacce di morte e ben due tentativi di omicidio tramite esplosioni di bombe. Dopo uno scontro più duro degli altri in cui Sam corse il rischio di perdere la vita, Tabitha gli confessò i propri sentimenti ed i due tornarono ad essere una coppia. Di ritorno a San Francisco, dove era localizzata la loro base, scoprirono che Wisdom era stato, apparentemente, ucciso e prima di poter occuparsi del colpevole una massiccia esplosione distrusse il quartier generale con l'intera X-Force al suo interno.
Dopo che la testata fu affidata allo scrittore Peter Milligan, si aprì una controversia sull'uso del nome del gruppo, adottato anche da una banda di mutanti che aspirava a diventare ricchi e famosi. La originale X-Force vinse questa causa e così gli avversari dovettero assumere un nuovo nome, optando per X-Statix. Dopo questa scaramuccia legale, X-Force si sciolse ed i membri andarono ognuno per la propria strada.

### Weapon X
Quando Cable scoprì che il programma Weapon X era stato rimesso in moto con l'intento di cacciare ed imprigionare mutanti per esperimenti, decise di costituire gli Underground per contrapporsi ai piani del Direttore, figura che si celava dietro il programma ed il campo di concentramento Neverland. Tabitha, Bedlam e Cable investigarono sui rapimenti compiuti da Washout, Marrow, Wildchid e Sauron, membri di Weapon X, durante le loro indagini. Tuttavia dopo il tradimendo di Jackson, prima appartenente a Weapon X, che fece loro dimenticare questi eventi gli Underground non ricordarono nulla. Qualche tempo dopo, Cable venne a conoscenza di un'altra minaccia al genere mutante: si trattava della vorace creatura aliena conosciuta come Skornn. L'uomo rimise insieme X-Force, e sebbene sia Cannonball che Sunspot che Tabitha fossero di nuovo l'uno al fianco degli altri, la ragazza non permise ai propri sentimenti per i due di affiorare e fare così la scelta che ci si aspettava da lei. Dopo che la minaccia di Skornn fu sconfitta, X-force venne nuovamente sciolta anche se alcuni membri, come Domino, rimasero per dare una mano a Cable nella gestione di Providence, isola da lui creata.
Dopo gli eventi di House of M e la decimazione, Tabitha fu una dei pochi mutanti che mantennero i propri poteri.

### Nextwave
Tempo dopo, Tabitha, con un nuovo look, nuove manie e nuovi compagni riapparve sulle pagine della serie, dal forte carattere ironico Nextwave creata da Warren Ellis (testi) e Stuart Immonen (disegni). Pubblicata contemporaneamente a Civil War, la serie, durata appena dodici numeri, narrava sotto forma di parodia dell'ufficiale universo Marvel le vicende della squadra Nextwave, formata dall'ente governativo H.A.T.E. (the Highest Anti Terrorism Effort), che contava fra le sue file numerosi personaggi secondari Marvel come, la stessa Tabitha, Monica Rambeau, Elsa Bloodstone, Machine Man e il Capitano, personaggio inventato appositamente per la serie.
Dopo gli eventi di Civil War, Tabitha è stata identificata come una dei tanti supereroi registrati presso il governo americano.

### Manifest Destiny
Giunta a San Francisco per aiutare gli X-Men nell'allestimento del nuovo quartier generale, Tabitha, ripreso il nome-in-codice di Boom-Boom, si scontra con la mutante Nuwa all'interno di un negozio e viene subito sconfitta. Aiutata da Bestia nella ricerca d'informazioni riguardanti la nuova avversaria, si ritrova all'interno del social network FaceSpace (parodia fumettistica di Facebook e MySpace) e nella pagina dedicata a Nuwa comprende che i suoi poteri sono di natura "sedante". Armatasi di parecchi espressi si scontra nuovamente con la criminale riuscendo a sconfiggerla.

## Poteri e abilità
Tabitha è una mutante di livello Alpha in grado di generare sfere d'energia psionica capaci di detonare con incredibile forza esplosiva, chiamate per l'appunto "bombe a tempo". Grazie al costante allenamento, è riuscita ad ottenere il pieno controllo delle proprie capacità tanto da riuscire a generare bombe di qualsiasi dimensione, da una pallina da golf a un pallone da calcio, la cui portata esplosiva varia notevolmente. Oltre alla dimensione, è capace di controllarne mentalmente il tempo di detonazione ed il rumore da esse prodotto. Durante gli anni ha appreso numerose tecniche di combattimento corpo-a-corpo, oltre alla già efficiente esperienza da ladra accumulata sotto la guida dello Svanitore.
Tabitha è anche un'ottima hacker ed eccellente giocatrice di videogiochi.

## Altre versioni

### House of M
In questo universo, alterato magicamente da Scarlet, Tabitha è membro della Confraternita, strikeforce della NYPD.

### X-Men: The End
In questo futuro alternativo, Meltdown è nuovamente parte di X-Force. La ragazza si trova a bordo del jet in procinto di ritornare alla base quando questo viene colpito e si schianta fra le dune di un non specificato deserto. Lì, molti membri di X-Force incontrano la propria fine, compresa Tabitha che viene assorbita da una misteriosa entità conosciuta come Divinity che utilizza il suo corpo ed i suoi poteri. Non molto tempo dopo, Meltdown assieme a Divinity viene distrutta da Apocalisse.

## Altri media

### Televisione
Tabitha Smith compare in:
- Insuperabili X-Men
- X-Men: Evolution
- Wolverine e gli X-Men
- X-Men '97

### Cinema
Il nome di Tabitha appare sulla lista di mutanti che Mystica sfoglia nell'ufficio di William Stryker, nel film X-Men 2.

### Videogiochi
Tabitha Smith compare in:
- Marvel Heroes